# Шафт, Ханни

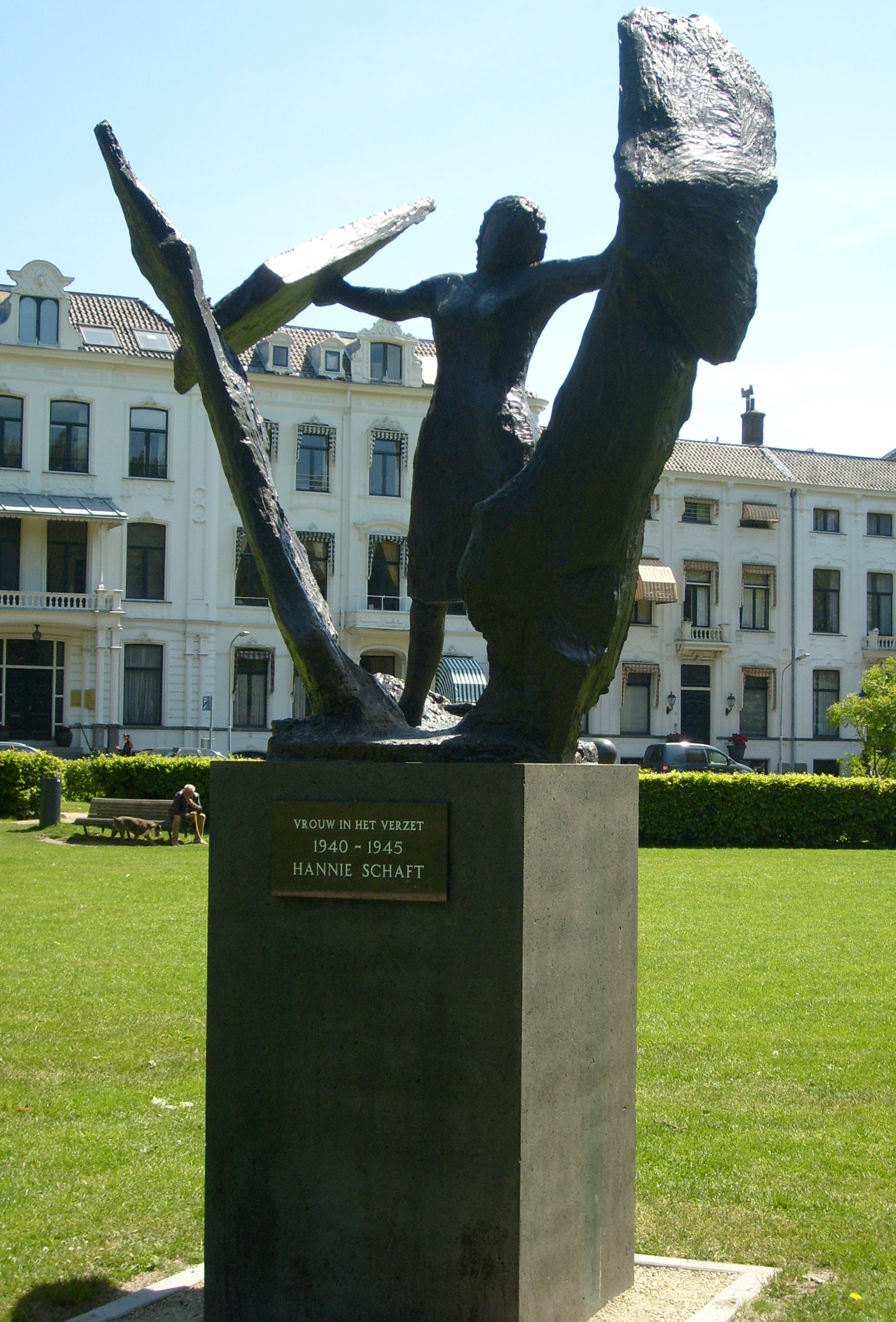
Бронзовая статуя Ханни Шафт, установленная в 1982 г. в Харлеме

Ханни Шафт (нидерл. Hannie Schaft), полное имя Жанетта Йоханна «Йо» Шафт (нидерл. Jannetje Johanna „Jo“ Schaft; 16 сентября 1920, Харлем — 17 апреля 1945, Блумендал) — нидерландская антифашистка, участница движения Сопротивления во время Второй мировой войны, боец коммунистического движения. Боевая кличка — Ханни.

## Биография
Дочь учителя, члена Социал-демократической рабочей партии Нидерландов, и меннонитки. С ранних лет интересовалась политикой. Изучала право в Амстердамском университете, где у неё были подруги-еврейки, пострадавшие от политики нацистских оккупантов.
В разгар немецкой оккупации Нидерландов во Второй мировой войне, в 1943 году, студенты университетов должны были подписать декларацию о верности оккупационным властям. После отказа от подписи петиции в поддержку оккупантов, как и 80 процентов других студентов, Шафт была исключена из университета.
После этого она присоединилась к Совету сопротивления — движению сопротивления, близкому к Коммунистической партии Нидерландов. Занималась добыванием удостоверений личности для евреев, акциями саботажа, переправкой оружия. Принимала участие в нападениях на немцев, голландских нацистов, коллаборационистов и предателей. Научилась свободно говорить по-немецки, наладила связи с немецкими солдатами.
21 марта 1945 года Ханни была арестована при доставке запрещённой коммунистической газеты «De Waarheid». После долгих допросов, пыток и одиночного заключения, несмотря на то, что уже действовало соглашение о прекращении казней, 17 апреля, за три недели до окончания войны, она была казнена. Голландский нацист, который должен был выполнить приговор, выстрелил в Шафт с близкого расстояния, но только ранил её. Шафт сказала тогда ему: «Я стреляю лучше тебя».
Расстреляна в дюнах возле Блумендаля, как и многие другие бойцы Сопротивления. После войны здесь было откопано 422 жертвы — Шафт была единственной женщиной среди них.

## Память

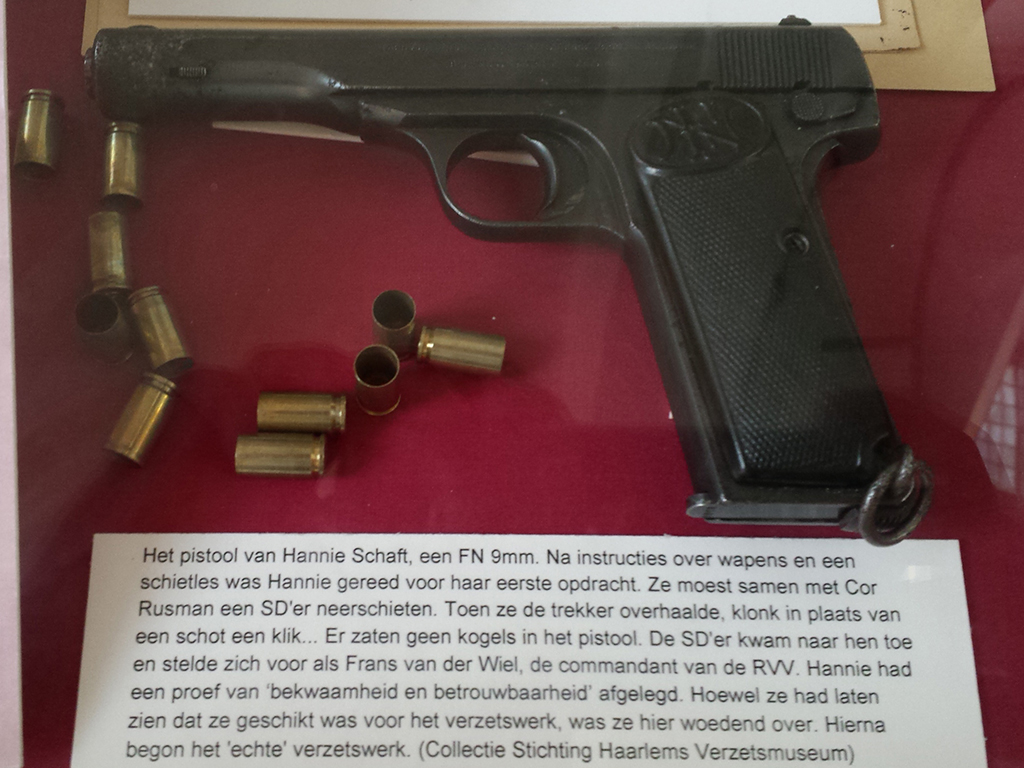
Пистолет FN M1922, принадлежавший Ханни Шафт

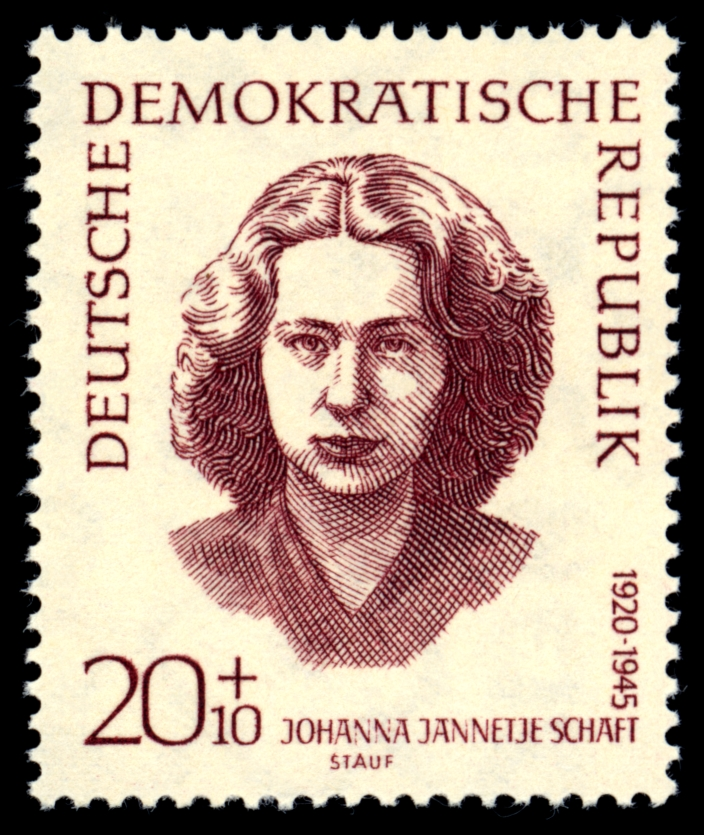
Х. Шафт на почтовой марке ГДР. 1962 г.

27 ноября 1945 года Шафт была перезахоронена властями государства. Королева Вильгельмина назвала Шафт «символом Сопротивления», однако с началом «Холодной войны» торжества в память о погибшей коммунистке были отменены: в 1951 году десятитысячная процессия, следовавшая к месту её захоронения, была остановлена сотнями полицейских и военнослужащих с 4 танками; группа из семи человек, прорвавших блокаду, была задержана. Впрочем, уже следующая королева Юлиана открыла ей памятник.
Известна как «Девушка с рыжими волосами» (на голландском языке Het meisje met het rode haar, такое же название носят название книги и фильм о ней). Так, ей посвящен одноимённый биографический роман «Рыжеволосая девушка» (1956) писателя Тейна де Фриса (был перевод романа на русский язык в 1959 году), экранизированный в 1981 году; главную роль в фильме сыграла актриса Рене Саутендейк. Шафт также фигурирует в книге Харри Мулиша «Нападение», экранизированной в 1986 году.
В 2004 году заняла 19-е место в опросе на звание «100 великих нидерландцев».
В 2008 году Международный астрономический союз назвал в её честь астероид (85119) Hannieschaft.
Одна из трёх (вместе с сёстрами Оверстейген) главных героинь книги Тима Брейди «Невинные убийцы. Как три обычные девушки стали кошмаром для нацистов и героями Второй мировой».